# Cremastocheilus tibialis
Cremastocheilus tibialis är en skalbaggsart som beskrevs av Thomas Casey 1915. Cremastocheilus tibialis ingår i släktet Cremastocheilus och familjen Cetoniidae. Inga underarter finns listade i Catalogue of Life.